# 1904年セントルイスオリンピックのキューバ選手団
1904年セントルイスオリンピックのキューバ選手団（1904ねんセントルイスオリンピックのキューバせんしゅだん）は、1904年7月1日から11月23日にかけてアメリカ合衆国のミズーリ州セントルイスで開催された1904年セントルイスオリンピックのキューバ選手団、およびその競技結果。

## 概要
今大会は金メダル3個、銀メダル0個、銅メダル0個の合計3個のメダルを獲得した。

## メダル
| メダル | 選手名             | 競技         | 種目             |
| ------ | ------------------ | ------------ | ---------------- |
| 金     | ラモン・フォンスト | フェンシング | 男子フルーレ個人 |
| 金     | ラモン・フォンスト | フェンシング | 男子エペ個人     |
| 金     | マヌエル・ディアス | フェンシング | 男子サーブル個人 |